# Kvalspelet till Elitserien i handboll för herrar 2010/2011
Kvalspelet till Elitserien i handboll för herrar 2010/2011 bestod av en serie med sex lag, tre från Allsvenskan och tre från Elitserien. De tre främsta i kvalserien fick spela Elitserien i handboll för herrar 2010/2011.

## Tabell
Lag 1–3: Till Elitserien i handboll för herrar 2010/2011
Lag 4–6: Till Allsvenskan i handboll för herrar 2010/2011
| Nr | Lag              | S  | V | O | F | GM  | IM  | MS  | P  |
| -- | ---------------- | -- | - | - | - | --- | --- | --- | -- |
| 1  | LIF Lindesberg   | 10 | 8 | 0 | 2 | 310 | 261 | +49 | 16 |
| 2  | IFK Kristianstad | 10 | 7 | 0 | 3 | 302 | 248 | +54 | 14 |
| 3  | H 43 Lund        | 10 | 7 | 0 | 3 | 283 | 268 | +15 | 14 |
| 4  | IFK Tumba        | 10 | 5 | 0 | 5 | 312 | 302 | +10 | 10 |
| 5  | Önnereds HK      | 10 | 2 | 0 | 8 | 295 | 345 | −50 | 4  |
| 6  | Hästö IF         | 10 | 1 | 0 | 9 | 258 | 336 | −78 | 2  |